# Tlatilco
Tlatilco fu un grande villaggio pre-colombiano situato nella valle del Messico, situato vicino alla città moderna che ne porta il nome, nel distretto federale messicano. Fu uno dei primi centri importanti che si creò nella valle, fiorendo sulla costa occidentale del lago Texcoco nel Periodo Preclassico medio, tra il 1500 a.C. e il 500 a.C. Il nome del sito è stato esteso alla civiltà originatasi nella zona, la cultura di Tlatilco, che si estendeva anche al sito di Tlapacoya, sulla costa orientale del lago Chalco. Si pensa che Tlatilco fosse stato influenzato dalla cultura olmeca. 

## Il sito archeologico
Tlatilco è noto per la presenza di manufatti in ceramica di alta qualità, rappresentanti temi iconografici olmechi. Molto altro materiale in ceramica sembra essere costruito secondo stili tradizionali della zona. 
Molte delle figurine del sito mostrano deformità o altre anomalie, tra cui una maschera "duale" e alcune figure femminili con due teste.
A Tlatilco vi sono grandi tumuli, più di 500. I tumuli erano stati costruiti sotto le case, anche se non è rimasta traccia di esse. Molti tumuli, principalmente quelli appartenenti a persone di rango elevato, mostrano prove della pratica della mutilazione dentale e della deformazione del cranio tramite l'uso di culle da spalla. 
L'agricoltura di Tlatilco si basava principalmente sulla produzione di mais, ma includeva anche fagioli, amaranto e cucurbitacee. Alla dieta venivano affiancati uccelli, conigli, cervi e antilopi.

## Etimologia
Il nome "Tlatilco" proviene dalla lingua nahuatl, che stava a indicare "il luogo delle cose nascoste". Il nome venne dato da un gruppo di persone Nahua, in quanto la cultura di Tlatilco si era estinta.